# Travian
Travian är ett webbläsarbaserat MMORTS, "massivt realtidstrategibaserat onlinespel" eller "Massively multiplayer online real-time strategy" på engelska, där man tävlar mot tusentals andra spelare. Spelet är utvecklat av Travian Games GmbH i München, Tyskland och spelas över hela världen.
Spelet går ut på att växa från en by till en större mängd byar och genom att kriga med andra spelare besegra dessa och till slut ha byggt ett världsunder före alla andra. En spelare antar rollen som en av 3-5 folkslag, stammar beroende på vilken server du spelar på dessa är  Romare, Galler, Germaner, Hunnerna och Egyptierna alla med olika egenskaper, för- och nackdelar. Spelet är gratis men det går att köpa sig fördelar, se underrubriken Guld. Spelaren bygger byggnader som skapar möjlighet för byn att utveckla nya färdigheter, bland annat att träna soldater. För att kunna bygga byggnader eller träna trupper krävs det resurser, de finns i fyra slag: trä, lera, järn och vete. För att underlätta byggande och tränande finns det många online-verktyg i form av tredjeparts-tillverkade specialkalkylatorer. 

## Spelutveckling
Travians utveckling har genomgått ett antal versioner, den första svenska versionen var version 3. Efter det har de större versionerna 3.1, 3.5, 3.6, 4.0, 4.1 och för närvarande 4.2 lanserats. Travian Games GmbH har annonserat ut att en version 5 är under utveckling. Uppdateringarna innehåller oftast justeringar i spelbalansen genom förändringar av resurskostnader för byggnader och trupper, men ibland tillkommer eller försvinner byggnader eller andra spelelement. 
Travian har sedan den november 2006 servrar på svenska. 

## Multihunter
Multihunters i Travian är en moderator som jobbar frivilligt och utan vanlig lön. De får istället betalt med guld till sitt vanliga spelkonto. Detta kontot är inte på samma spelserver de arbetar som multihunter. En multihunter har som uppgift att upprätthålla reglerna, och straffa de som inte följer reglerna.

## Spelstart
Man börjar med en liten by som under spelets gång kan bli ett stort imperium. Alla dessa behövs för att bygga byggnader och enheter. I början får spelarna utföra ett antal uppdrag som ger nya spelare en guide till hur spelet fungerar, samtidigt som det portionerar ut extra resurser för att starten ska gå snabbare än vad den gjort i tidigare spelversioner.

## Slutspelet
I slutet av en Travianserver så startar slutspelet. I slutspelet stängs servern för nya spelare, och bland dem som finns kvar vinner den som först får ett världsunder till nivå 100. För att bygga ett världsunder måste man först ta över en natarby med en senator, stamledare eller hövding. För att kunna bygga världsundret måste spelaren själv ha en byggnadsplan i sin skattkammare, och någon av spelarens alliansmedlemmar ytterligare en.

## Speedserver
En speedserver är en snabbare version av Travian. Den vanligaste hastigheten för dessa snabba servrar är 3 gånger så snabbt, även spelrundorna, som bara är ca. 100 dagar istället för ca. 300 som på vanliga servrar.

## Guld
Guld är en intern valuta i spelet med vilken man kan köpa sig både spelmässiga fördelar och bekvämlighetsfunktioner, till exempel att man ställer byggnationer och råvarufält på kö, men man kan även köpa till sig +25% på produktion. Det kan anses som kontroversiellt, då det är spelaren som har spenderat guld blir betydligt framgångsrikare än den som bara spelar för skojs skull. Det finns även andrar fördelar som NPC handel(Du byter olika råvaror för en kostnad av 1:1 av dess värde).